# Élections locales écossaises de 2003 dans les Scottish Borders
Pour un article plus général, voir Élections locales écossaises de 2003.

Les élections locales écossaises de 2003 dans les Scottish Borders se sont tenues le 1er mai 2003.

## Composition du conseil
Majorité absolue : 18 sièges
| Parti               | Sièges  |
| ------------------- | ------- |
| Indépendant         | 14 / 34 |
| Conservateur        | 10 / 34 |
| Libéraux-démocrates | 9 / 34  |
| SNP                 | 1 / 34  |